# Vacunación contra la COVID-19 en Canadá
El programa de vacunación contra la COVID-19 en Canadá es un esfuerzo intergubernamental continuo coordinado entre los organismos responsables del Gobierno de Canadá y los gobiernos provinciales y territoriales individuales para adquirir, distribuir y administrar las vacunas COVID-19 aprobadas durante la pandemia de COVID-19 en Canadá. Los esfuerzos de vacunación masiva comenzaron en todo el país el 14 de diciembre de 2020. Health Canada ha aprobado hasta ahora la vacuna Pfizer-BioNTech COVID-19 y la vacuna mRNA-1273 desarrollada por Moderna.
En Canadá, Health Canada es responsable de la aprobación y regulación de las vacunas (y otros productos farmacéuticos), mientras que la Agencia de Salud Pública de Canadá (PHAC) es responsable de la salud pública, la preparación y respuesta ante emergencias, y el control y prevención de enfermedades infecciosas y crónicas. Las vacunas son aprobadas por Health Canada, compradas por el Gobierno de Canadá y distribuidas por PHAC a provincias y territorios individuales en tramos según varios factores, como el tamaño de la población y los pueblos priorizados. Desde mediados de enero hasta mediados de febrero, tanto Pfizer-BioNTech como Moderna no enviaron las cantidades acordadas de vacunas seguras a Canadá y otros países, debido a problemas de fabricación. 
El 18 de febrero, el general de división Dany Fortin, quien "lidera la logística de vacunas" en la Agencia de Salud Pública de Canadá (PHAC), anunció que la entrega de la vacuna estaba nuevamente en marcha y que ahora habrá una "abundancia de suministros" que resultar en una "ampliación significativa de los planes de inmunización en las provincias".
Según el rastreador de distribución de vacunas de la PHAC, el nuevo programa de entrega "bloqueado" de Pfizer incluye 403,650 dosis y 475,000 dosis en las últimas semanas de febrero y 444,600 dosis por semana de marzo.